# Estadio Nuevo Arcángel
Das Estadio Nuevo Arcángel ist das städtische Fußballstadion der spanischen Stadt Córdoba, der Hauptstadt der gleichnamigen Provinz in der im Süden gelegenen, autonomen Region Andalusien. Die Spielstätte des FC Córdoba wurde am 7. November 1993 mit dem Spiel FC Córdoba gegen Recreativo Huelva eingeweiht. Das Stadion wurde 500 Meter von der alten Anlage, in der der Verein 39 Jahre spielte, am Ufer des Guadalquivir-Flusses gebaut. Bei der Eröffnung fasste die Spielstätte ca. 15.280 Zuschauer; heute bietet es 21.822 Plätze.
Seit 2005 wird das Stadion in mehreren Phasen renoviert und erweitert. Als erstes wurde die doppelstöckige Gegentribüne mit achtstöckigem Bürogebäude auf der Rückseite und 8.726 Sitzplätzen fertiggestellt. Von September 2007 bis September 2008 wurde die Hintertortribüne mit 4.200 Plätzen im Norden errichtet. Danach folgen noch die südliche Hintertortribüne und die Westtribüne längs des Platzes. Nach der Fertigstellung wird das erneuerte Stadion 25.100 überdachte Sitzplätze haben. Zu der Stadion-Anlage werden dann auch u. a. Hotel, Restaurants, Parkhäuser und Shopping-Center gehören.

## Galerie

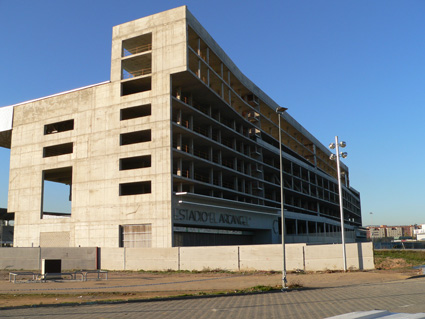
Bild der unfertigen Gegentribüne vom Dezember 2005
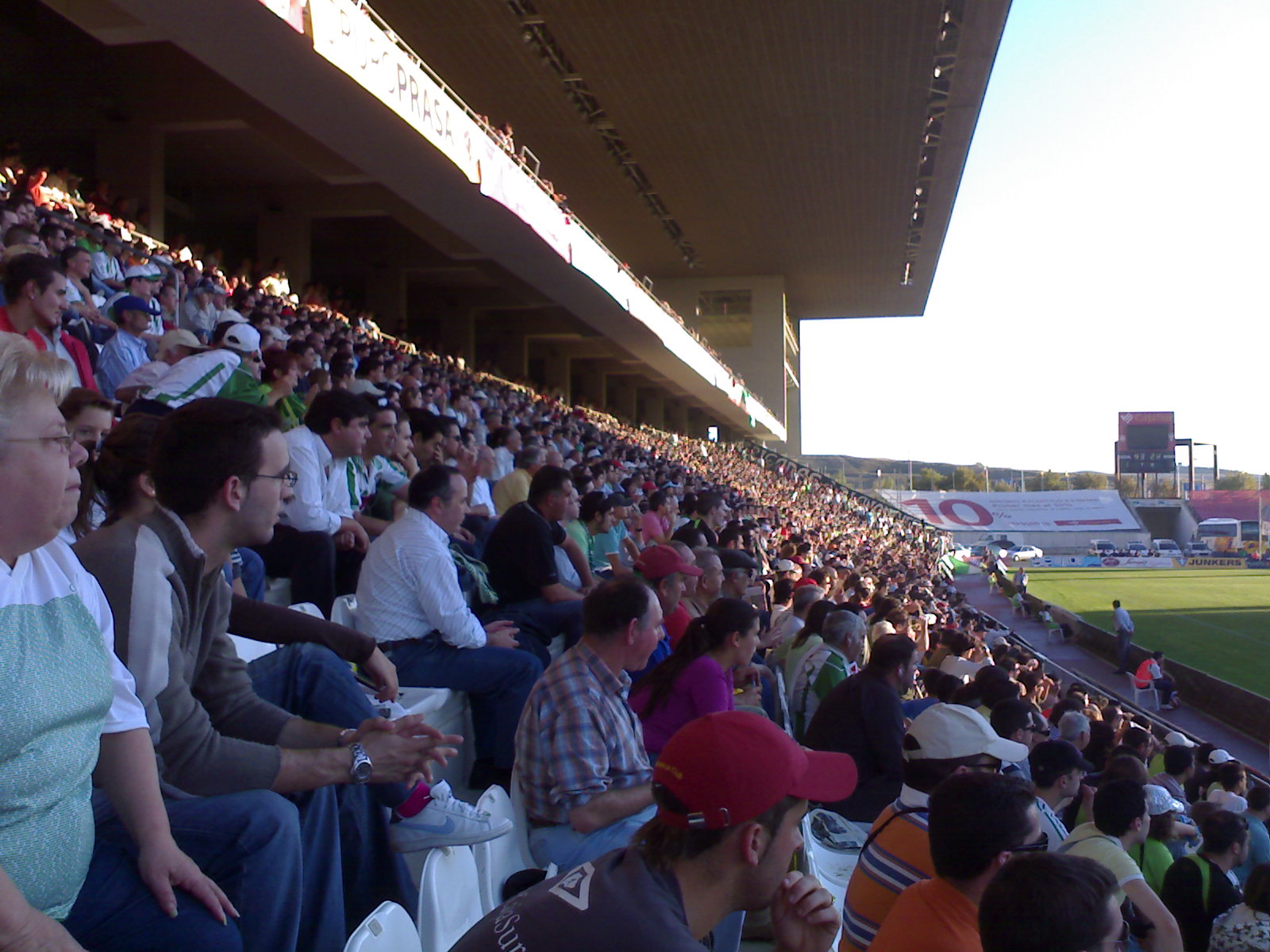
Zuschauer auf der neuen Gegentribüne im Oktober 2007